# Federico Zanolla
Federico Zanolla (Monfalcone, 19 febbraio 1924 – Gorizia, 16 novembre 2018) è stato un calciatore italiano, di ruolo ala.

## Carriera
Ala, crebbe calcisticamente nel Monfalcone, in Serie C. Nel 1942 approdò in Serie A, acquistato dalla Triestina. Nel 1944 gioca con gli alabardati due gare valide per Campionato Venezia Giulia V Zona, il torneo ,giunto alle finali regionali non fu mai completato per la guerra di liberazione scoppiata in Italia. Nel 1947 passò allo Spezia e l'anno successivo alla Fiorentina. Chiuse la carriera tra le file del Napoli.
In massima serie collezionò complessivamente 73 presenze e 11 reti.

## Palmarès
- Campionato italiano di Serie B: 1

Napoli: 1949-1950